# Angry Birds 2 – Der Film
Angry Birds 2 – Der Film (Originaltitel: The Angry Birds Movie 2) ist US-amerikanischer Animationsfilm von Thurop van Orman aus dem Jahr 2019. Produziert wurde er von Sony Pictures Animation und Rovio Entertainment. Der Film ist eine Fortsetzung zu der 2016 erschienenen Videospielverfilmung Angry Birds – Der Film.

## Handlung
Die Adlerdame Zeta, welche auf einer eisigen Insel, genannt Adler-Insel, lebt, stellt eine neue Bedrohung für Vögel und Schweine dar. Daraufhin müssen sich die bisherigen Feinde verbünden, um gegen Zeta vorzugehen.

## Synchronisation
Die deutschsprachige Synchronisation von Angry Birds 2 – Der Film wurde durch die Berliner Synchron durchgeführt. Dialogregie hatte Elisabeth von Molo, die auch das Dialogbuch schrieb.
| Rolle             | Originalsprecher  | Deutsche Sprecher      |
| ----------------- | ----------------- | ---------------------- |
| Red               | Jason Sudeikis    | Christoph Maria Herbst |
| Silver            | Rachel Bloom      | Anke Engelke           |
| Chuck             | Josh Gad          | Axel Stein             |
| Zeta              | Leslie Jones      | Christiane Paul        |
| Leonard           | Bill Hader        | Ralf Schmitz           |
| Courtney          | Awkwafina         | Maria Hönig            |
| Garry             | Sterling K. Brown | Tommy Morgenstern      |
| Glenn             | Eugenio Derbez    | Gerald Schaale         |
| Debbie            | Tiffany Haddish   | Sarah Alles            |
| Bombe (Bomb)      | Danny McBride     | Axel Prahl             |
| Mächtiger Adler   | Peter Dinklage    | Smudo                  |
| Jerry Adler       | Pete Davidson     | Josef „Joey’s Jungle“  |
| Carl Adler        | Zach Woods        | Leonhard Mahlich       |
| Matilde (Matilda) | Maya Rudolph      | Anja Kling             |
| Ella              | Dove Cameron      | Anne Düe               |
| Alex              | Lil Rel Howery    | Oliver Siebeck         |
| Pinky             | Nicki Minaj       | Anna Grisebach         |
| Hal               | Anthony Padilla   | Luca Tilo Scharpenberg |
| Sam-Sam           | Alma Varsano      | Mina Chamlali          |

## Rezeption
Auf Rotten Tomatoes liegt Angry Birds 2 – Der Film bei den Kritikern bei 72 Prozent und 5,7 aus 10. In der Publikumswertung erhält der Film 84 Prozent bei einer Wertung von 4,02 aus 5. Bei den Benutzerbewertungen in der Internet Movie Database liegt Angry Birds 2 – Der Film mit 36.200 Bewertungen bei 6,4 von 10 Punkten.
Den Produktionskosten des Films in Höhe von 65 Millionen US-Dollar stand ein weltweites Einspielergebnis von rund 147 Millionen US-Dollar gegenüber.